# Berylmys berdmorei
Berylmys berdmorei — вид пацюків (Rattini), що родом із Південно-Східної Азії.

## Морфологічна характеристика
Довжина голови й тулуба 75–225 мм, довжина хвоста 134–192 мм, при масі від 118 до 235 грамів. Довжина задньої лапи становить 36–46 мм, довжина вуха 23–29 мм. Хутро спини сталево-сіре, черево біле. Хвіст трохи коротший за решту тіла, верхня поверхня однорідна темно-коричнева, а нижня сторона варіюється від суцільного коричневого до сірого пегого або чорного плямистого. Верхівки передніх і задніх лап сірувато-білі.

## Середовище проживання
Цей вид поширений від південної М'янми та південного Китаю (південний Юньнань), через Таїланд, Лаос та Камбоджу до південного В'єтнаму. Зустрічається приблизно від 200 до 2000 метрів. Населяє ліси. Найбільш поширений у гірських районах, де, як повідомляється, віддає перевагу болотистим районам. Іноді шкідник сільського господарства, але зазвичай уникає людського житла. Він веде нічний спосіб життя, день проводить у своїх норах

## Загрози й охорона
Здається, немає серйозних загроз для цього виду. Імовірно, він присутній у ряді заповідних територій у межах свого широкого ареалу